# Eugen Baum (Fußballspieler)
Eugen Baum (* 13. Oktober 1922) ist ein ehemaliger deutscher Fußballspieler.
Von Sportfreunde Stuttgart wechselte Eugen Baum 1948 zum SSV Reutlingen 05. Mit Reutlingen spielte er zunächst in der Oberliga Südwest. Eugen Baum wurde in der Saison 1949/50 mit dem SSV in der Gruppe Süd der Oberliga Südwest Staffelmeister. Nach einer Niederlage im Finale um die südwestdeutsche Meisterschaft gegen den 1. FC Kaiserslautern erreichte er mit dem SSV Reutlingen die südwestdeutsche Vizemeisterschaft. Als seine Reutlinger Preußen Dellbrück in der Endrunde um die deutsche Meisterschaft 1950 im Achtelfinale mit 0:1 in der Verlängerung unterlagen, war Eugen Baum 120 Minuten für den SSV im Einsatz. Die Oberligaspielzeit 1950/51 bestritt er mit dem SSV wegen eines Verbandswechsels in der Oberliga Süd. Am Ende dieser Saison stieg Eugen Baum mit dem SSV Reutlingen in die II. Division ab.